# Villa Heikel
Villa Heikel är den första villan i villasamhället Grankulla. Den byggdes och planerades av byggmästararkitekten Elia Heikel år 1903. Villan är uppförd vid Gallträsk norra strand i jugendstil. Den är dryga 300 kvadratmeter stor och byggdes ursprungligen som familjen Heikels sommarvilla. Åren 1915–1917 gjorde Elia Heikels son Kaarlo villan vinterbonad. Villan är en av de 61 villor som byggdes innan andra världskriget, som fortfarande står kvar. Huset är skyddad av Museiverket i Finland. Villa Heikel överlevde rivningsivern på 1950–1970-talen då över hälften av de gamla  villorna i Grankulla revs. Villa Heikel har restaurerats till sitt ursprungliga skick i samarbete med Museiverkets konservator Pentti Pietarila och inredningsarkitekt Päivi Bergroth. Villans renoveringsarbeten är utförda av Trähus Ab. Villan är i privat ägo.